# Кубок Радянської Армії
Кубок Радянської Армії (болг. Купа на Съветската армия) — щорічне змагання яке проходило у Болгарії з 1946 по 1990 рік. З часу створення і до 1982 року включно турнір мав статус національного кубка. Після цього кубок розігрувався ще 8 сезонів до 1990 року, але тоді він мав статус вторинного турніру.

## Історія
Кубок із срібного кришталю був офіційно вручений представниками Радянської Армії представникам болгарського футболу 8 березня 1945 року у Військовому клубі в Софії з побажанням його віддати найкращій болгарській футбольній команді. Кубок Радянської Армії замінив собою Національний Кубок Царя, що проходив з 1924 року до 1944 року. Новий турнір теж став розігруватись за олімпійською системою. Вперше був розіграний в 1946 році. Перемогла софійська команда «Левскі».
До 1982 року включно володар Кубка брав участь у Кубку володарів кубків, а з 1983 року, коли був створений Кубок Народної Республіки Болгарія, Кубок Радянської Армії втратив свій статус і його переможець кваліфікувався до Кубка УЄФА. У цьому статусі Кубок проходив до 1991 року, останній турнір (у 1990/91) був перейменований на Кубок БФС. Команда «Левскі» була нагороджена оригінальним кубком, як команда яка найбільше вигравала цей трофей.

## Переможці кубку
| Національний кубок - 1946 — Левскі - 1947 — Левскі - 1948 — Локомотив (Софія) - 1949 — Левскі - 1950 — Динамо (Софія) - 1951 — ЦДНВ - 1952 — Ударник - 1953 — Локомотив (Софія) - 1954 — ЦДНА - 1955 — ЦДНА - 1956 — Динамо (Софія) - 1957 — Левскі - 1958 — Спартак (Пловдив) - 1958/59 — Левскі - 1959/60 — Септемврі - 1960/61 — ЦДНА - 1961/62 — Ботев (Пловдив) - 1962/63 — Славія (Софія) - 1963/64 — Славія (Софія) - 1964/65 — ЦСКА «Червено знаме» - 1965/66 — Славія (Софія) - 1966/67 — Левскі - 1967/68 — Спартак (Софія) |  | - 1968/69 — ЦСКА «Септемврийско знаме» - 1969/70 — Левскі-Спартак (Софія) - 1970/71 — Левскі-Спартак (Софія) - 1971/72 — ЦСКА «Септемврийско знаме» - 1972/73 — ЦСКА «Септемврийско знаме» - 1973/74 — ЦСКА «Септемврийско знаме» - 1974/75 — Славія (Софія) - 1975/76 — Левскі-Спартак (Софія) - 1976/77 — Левскі-Спартак (Софія) - 1977/78 — Марек (Дупниця) - 1978/79 — Левскі-Спартак (Софія) - 1979/80 — Славія (Софія) - 1980/81 — АФД Тракія - 1981/82 — Локомотив (Софія) Кубок Радянської Армії (окремий турнір) - 1982/83 — Локомотив (Пловдив) - 1983/84 — Левскі - 1984/85 — ЦСКА «Септемврийско знаме» - 1985/86 — ЦФКА «Средец» - 1986/87 — Вітоша (Софія) - 1987/88 — Вітоша (Софія) - 1988/89 — ЦФКА «Средец» - 1989/90 — ЦСКА |

### За клубом
| Клуб                | Перемог | Фіналів |
| ------------------- | ------- | ------- |
| Левскі              | 16      | 4       |
| ЦСКА (Софія)        | 13      | 6       |
| Славія (Софія)      | 6       | 2       |
| Локомотив (Софія)   | 3       | 3       |
| Ботев (Пловдив)     | 2       | 5       |
| Локомотив (Пловдив) | 1       | 4       |
| Спартак (Софія)     | 1       | 2       |
| Спартак (Пловдив)   | 1       | 2       |
| Септемврі           | 1       |         |
| Марек (Дупниця)     | 1       |         |
| Берое               |         | 4       |
| Черно море          |         | 2       |
| Спартак (Плевен)    |         | 2       |
| Академік (Софія)    |         | 1       |
| Міньор              |         | 1       |
| Дунав               |         | 1       |
| Спартак (Варна)     |         | 1       |
| Пирин (Благоєвград) |         | 1       |
| Черноломець         |         | 1       |
| Чирпан              |         | 1       |
| Доростол (Сілістра) |         | 1       |
| Міньор (Раднево)    |         | 1       |